# Dave Smith
Dave Smith (Saint Helena, 1950-31 de mayo de 2022) fue un ingeniero y músico estadounidense que se aventuró dentro de muchas tecnologías innovadoras. Fue el responsable del primer sintetizador controlado por microprocesador, el Prophet 5, y después del sintetizador multitímbrico. También se le conoció como el «padre del MIDI» por su importante papel en el desarrollo del protocolo MIDI, que desde los años 1980 es una interfaz estándar para conectar instrumentos musicales digitales entre sí, y con equipos de grabación y audio profesional.

## Biografía
Se graduó tanto en ciencias computacionales como en ingeniería electrónica de la Universidad de California en Berkeley. En 1972 compró un sintetizador analógico Minimoog y tiempo después construyó su primer sintetizador analógico. En 1974 fundó la empresa Sequential Circuits y puso sus productos a la venta en publicaciones de la revista Rolling Stone.
En 1977 se encontraba trabajando en Sequential Circuits a tiempo completo, y después en ese mismo año diseñó el Prophet 5, el primer microprocesador basado en un instrumento musical del mundo así como el primer sintetizador polifónico programable, una funcionalidad virtualmente para todos los sintetizadores desde entonces. Sequential Circuits terminó por convertirse en uno de los productores de sintetizadores más exitosos de todos los tiempos.
En 1981 se propuso crear un protocolo estándar para la comunicación entre todos los instrumentos electrónicos de diferentes desarrolladores a lo largo del mundo. Presentó un texto exponiendo la idea de la USI (interfaz universal de sintetizadores) a la AES (Sociedad de Ingeniería de Audio) en 1981 después de haberse reunido con Tom Oberheim y el representante de Roland Corporation, Ikutaro Kakehashi (1930-2017). Después de unas mejoras y revisiones, el nuevo estándar se estableció como MIDI (musical instrument digital interface: interfaz digital para instrumentos musicales) en la exposición NAMM del invierno de 1983, cuando el Prophet-600 de Sequential Circuits fue exitosamente conectado a un Jupiter-6 de Roland. En 1987 fue nombrado miembro de la AES por su continuo trabajo en el área de síntesis musical.
Después de Sequential Circuits, fue presidente de la DSD Inc., una división de investigación y desarrollo para Yamaha Corporation, donde trabajó en modelos de sintetizadores físicos y el concepto de sintetizadores en software. En mayo de 1989 el grupo R&D de Korg en California, el cual comenzó a producir el innovador y comercialmente exitoso sintetizador Wavestation.
Después ocupó el puesto de presidente en Seer Systems y desarrolló el primer sintetizador basado en software funcional para una PC. Este sintetizador, comisionado por Intel, fue demostrado por Andy Grove en un discurso de Comdex Keynote en 1994. La segunda generación de este sintetizador en software vendió cerca de diez millones de copias, como resultado de conseguir una licencia para Creative Technology en 1996; era responsable de 32 de 64 en Creative Labs' AWE 64, línea de tarjetas de audio.
La tercera generación de los sintetizadores en software de Smith, renombrados Reality, fue el primer sintetizador virtual totalmente profesional y salió al mercado en 1997. Fue tanto el ingeniero líder encargado del Reality y desarrolló un código de síntesis de punto flotante optimizado de bajo nivel. Reality fue galardonado en 1998 con el Editor's Choice Award, y ganó el puntaje más alto en Electronic Musician Magazine.
En 2002 creó Dave Smith Instruments, una compañía desarrolladora de instrumentos musicales electrónicos.
En 2005 fue inducido dentro del salón de la fama de Mix Foundation TECnology (excelencia técnica y creatividad) por sus especificaciones sobre el protocolo MIDI, Y en 2013, Ikutaro Kakehashi y él recibieron un premio Grammy técnico por su contribución en el desarrollo de la tecnología MIDI.
Falleció el 1 de junio de 2022,

## Premios
- Enero de 2013: Grammy técnico (junto con Ikutaro Kakehashi) por la creación del protocolo MIDI.
- Septiembre de 2012: Salón de la fama de Keyboard Magazine.
- Septiembre de 2005: Inducción dentro de TECnology (Technical Excellence and Creativity) Hall of Fame en Mix Foundation de la AES.
- Octubre de 1987: Recibimiento del premio de membresía de la AES por sus valiosas contribuciones en avances y desarrollo en el conocimiento de la ingeniería en audio y la promoción de sus aplicaciones en práctica.[11]